# Revista Level Up
Revista Level Up es un medio de comunicación costarricense especializado en cultura geek, tecnología, deporte electrónico y videojuegos. Fundado en enero del 2014 por un grupo de escritores y periodistas costarricenses, el medio de comunicación cuenta con 51 escritores y corresponsales en 22 países de habla hispana. 
Además de la difusión de la actualidad que rodea la industria de los videojuegos, la revista incluye análisis y reviews de series de televisión, películas, cómics, manga y anime; cobertura de conferencias internacionales y novedades, entrevistas con personalidades de la industria y reportajes especiales de interés en la comunidad. 

## Características
Revista Level Up dedica su atención informativa a los contenidos lanzados para las plataformas de PlayStation, Nintendo, Xbox y PC que se integran a su programación diaria encabezada por miembros de sus principales comunidades y columnas semanales de contenido geek. 
Revista Level Up se ha posicionado como uno de los principales medios de comunicación geek en la región a través de programas de radio y televisión en los principales medios de comunicación tradicional de la región, como lo son Teletica, La República y Teletica Radio (Costa Rica), MDZ Radio (Argentina), El Mundo (El Salvador), TVC (Honduras), Guatevision (Guatemala), TVN y Diario La Estrella (Panamá), a través de 4 programas de televisión (Noches de Let's Play, Ellas Geek, Live Up, Sabana GG), 1 revista impresa y digital (Next Stage) y 2 programas de radio (Hablemos de Cine y Press Start).
Entre sus escritores se encuentran de desarrolladores de videojuegos, cineastas, productores de televisión, jugadores profesionales, cosplayers y artistas en toda la región,  que cubren anualmente todos los eventos destacados del videojuegos a nivel internacional, como el Electronic Entertainment Expo, la Gamescom y el Tokyo Game Show.

## Historia
En marzo del 2007, se lanzó la web Planet Games, como una marca centrada en el análisis de videojuegos para PC y consolas.  
En diciembre del 2012, esta web cambió su nombre e identidad de marca a The Scumm Bar, una revista especializada en videojuegos e inició el desarrollo paralelo de dos proyectos bajo los nombres de Geek News Costa Rica y Last Checkpoint. 
En enero del 2014, ambos proyectos se fusionaron dando vida a Revista Level Up, como el primer medio de comunicación costarricense especializado en cultura geek y videojuegos.
En agosto del 2015, se presentó el proyecto Revista Level Up LATAM, que une a 17 medios especializados de América Latina para la difusión de contenido desarrollado a través de su red LATAM. 

## Línea editorial y producción audiovisual
Revista Level Up es dirigido por un comité editorial en el que destacan diversas figuras de la cultura geek en América Latina. En su contenido diario, la revista provee a sus lectores de análisis y videoanálisis, avances, impresiones, artículos, monográficos, así como noticias, columnas de opinión, podcasts y coberturas en directo desde ferias internacionales como el E3 o el Tokyo Game Show.

### Escala de valoración pública de reviews
Revista Level Up es uno de los pocos medios de comunicación que posee una metodología de análisis, pública, detallada y transparente en torno a cómo califican los videojuegos, en una escala de 1 a 10, centrada en cinco grandes categorías que sirven como ejes transversales:
- Nivel técnico: Impacto visual y gráfico, Rendimiento, Errores técnicos, Técnicas novedosas y disruptivas
- Nivel creativo: Arte visual y creativo, Sonido y banda sonora, Atmósfera y ambientación, Inmersión en el mundo e historia.
- Nivel jugable: Mecánicas de juego, Controles y accesibilidad, Dificultad, Adicción y repetibilidad
- Nivel narrativo: Historia y trama principal, Personajes principales y secundarios, Resolución inteligente y acorde sus propias reglas, Giros argumentales creíbles y concisos
- Nivel de impacto: Dirección e integración de la obra, Revolución del género, Valor de inversión, Impacto generacional

En 10 años de existencia, el medio de comunicación ha realizado más de 400 reviews, pero sólo ha entregado 13 calificaciones perfectas de 10/10:
- Chrono Trigger (2013)
- Metal Gear Solid (2014)
- The Witcher 3: Wild Hunt (2015)
- Indiana Jones and the Fate of Atlantis (2016)
- The Last of Us (2017)
- Red Dead Redemption 2 (2018)
- Age of Empires II (2019)
- The Legend of Zelda: Ocarina of Time (2020)
- Ghost of Tsushima (2021)
- God of War: Ragnarok (2022)
- The Legend of Zelda: Tears of the Kingdom (2023)
- Sea of Stars (2023)
- Alan Wake II (2023)

### Lanzamiento de Level Up LATAM
En diciembre del 2015, Revista Level Up confirmó que su equipo editorial estaba trabajando en la primera temporada regular de su canal de videojuegos y cultura geek, anunciando la conversión de seis de sus secciones escritas en programas de televisión. Las secciones elegidas fueron 'Inside Industry', 'Geek House', 'Play like a girl', 'Press Start', 'Checkpoint', 'Hablemos de Cine' y 'Next Stage' y serían lanzadas en diciembre del 2016, contando con la participación estelar de diversas figuras de referencia en la comunidad. En septiembre de 2016 se presentó al elenco que destacaría entre los invitados al programa.

## Level Up Awards (2008-2022)

### Level Up Awards
Los Level Up Awards -anteriormente conocimos como Planet Games Awards (2007-2009) y TSB Awards (2009-2012)-, son la ceremonia anual de la Revista Level Up para rendir homenaje y premiar a lo mejor de la industria de los videojuegos. Las designaciones son realizadas por un jurado internacional de especialistas para la elección oficial del GOTY y mediante votación de lectores para el premio People's Choice.
Desde su creación, el premio Game of the Year (GOTY por sus siglas en inglés) ha sido entregado a 27 juegos. Como título original The Witcher 3: Wild Hunt es el juego que más premios ha alcanzado en esta ceremonia, con 10 estatuillas, al ganar los premios a 'Mejor juego de PlayStation', 'Mejor juego de Xbox', 'Mejor juego de PC', 'Mejor banda sonora', 'Mejor actor de doblaje', 'Mejor actriz de doblaje', 'Mejor contenido descargable', 'Mejor estudio', 'Mejor director' y 'Mejor videojuego del año, GOTY' durante el 2016. Como desarrolladoras, Nintendo EAD y Naughty Dog son las más ganadoras con cuatro premios cada una en las ediciones del 2014 y 2013 respectivamente.

## Ganadores y nominados
| Año  | Juego del año                           | People's Choice                         |
| ---- | --------------------------------------- | --------------------------------------- |
| 2007 | Bioshock                                | Crysis                                  |
| 2008 | Grand Theft Auto IV                     | Gears of War 2                          |
| 2009 | Uncharted 2: Among Thieves              | Batman: Arkham Asylum                   |
| 2010 | Red Dead Redemption                     | Red Dead Redemption                     |
| 2011 | The Witcher 2: Assassin's of Kings      | Gears of War 3                          |
| 2012 | The Walking Dead                        | Resident Evil Revelations               |
| 2013 | The Last of Us                          | Grand Theft Auto V                      |
| 2014 | Dark Souls II                           | Super Smash Bros                        |
| 2015 | The Witcher 3: Wild Hunt                | The Witcher 3: Wild Hunt                |
| 2016 | Uncharted 4: A Thieft End               | Gears of War 4                          |
| 2017 | The Legend of Zelda: Breath of the Wild | The Legend of Zelda: Breath of the Wild |
| 2018 | God of War                              | Red Dead Redemption 2                   |
| 2019 | Sekiro: Shadows Die Twice               | Resident Evil 2 Remake                  |
| 2020 | Ghost of Tsushima                       | The Last of Us Part II                  |
| 2021 | Metroid Dread                           | Halo Infinite                           |
| 2022 | God of War: Ragnarok                    | Elden Ring                              |

## El Salón de la Fama de Revista Level Up
En el 2023, en el marco del 'Día mundial del Gamer', Revista Level Up constituyó de forma oficial su 'Hall of Fame' o 'Salón de la Fama', que reconoce lo mejor en la historia de los videojuegos. El Salón de la Fama se constituyó con los únicos 12 juegos que habían recibido calificación perfecta en Revista Level Up, junto aquellos títulos acreditados como ganadores(as) del galardón 'Juego del Año' o 'GOTY' (por sus siglas en inglés) en los Level Up Awards celebrados durante el periodo 2009-2012 (antes TBS Awards) y los Level Up Awards (2013-2022)
1. Chrono Trigger (2013)
2. Metal Gear Solid (2014)
3. The Witcher 3: Wild Hunt (2015)
4. Indiana Jones and the Fate of Atlantis (2016)
5. The Last of Us (2017)
6. Red Dead Redemption 2 (2018)
7. Age of Empires II (2019)
8. The Legend of Zelda: Ocarina of Time (2020)
9. Ghost of Tsushima (2021)
10. God of War: Ragnarok (2022)
11. The Legend of Zelda: Tears of the Kingdom (2023)
12. Sea of Stars (2023)
13. Grand Theft Auto IV (2008)
14. Gears of War 2 (2008)
15. Uncharted 2: Among Thieves (2009)
16. Batman: Arkham Asylum (2009)
17. Red Dead Redemption (2010)
18. The Witcher 2: Assassin's of Kings (2011)
19. Gears of War 3 (2011)
20. Resident Evil Revelations (2012)
21. Halo 4 (2012)
22. Grand Theft Auto V (2013)
23. Dark Souls II (2014)
24. Super Smash Bros (2014)
25. Uncharted 4: A Thieft End (2015)
26. Gears of War 4 (2015)
27. God of War (2018)
28. Sekiro: Shadows Die Twice (2019)
29. Resident Evil 2 Remake (2019)
30. The Last of Us Part II (2021)
31. Elden Ring (2022)

Cada 29 de agosto, en el 'Día Mundial del Gamer', el Comité Editorial de Revista Level Up, actualizará la lista de títulos que se incorporan al  'Salón de la Fama'.